# Ohrazenice (kraj liberecki)
Ohrazenice – gmina w Czechach, w powiecie Semily, w kraju libereckim. Według danych z dnia 1 stycznia 2013 liczyła 1113 mieszkańców.